# Arif Abdullajev
Arif Abdullajev (ázerbájdžánsky Arif Yadulla oğlu Abdullayev), (* 28. srpna 1968 v Baku, Sovětský svaz) je bývalý sovětský a ázerbájdžánský zápasník – volnostylař. Volnému stylu se věnoval od roku 15 let v Baku pod vedením Vahida Mammadova. Prakticky celou svojí sportovní kariéru byl ve stínu svého mladšího bratra Namiga. V roce 1996 se účastnil olympijských her v Atlantě a obsadil 10. místo. V roce 2000 na olympijských hrách v Sydney nepostoupil ze základní skupiny a obsadil 9. místo. V roce 2003 na moment vystoupil ze stínu svého bratra ziskem titulu mistra světa v 35 letech. Šlo o první titul mistra světa ve volném stylu v době samostatnosti Ázerbájdžánu.1 Vítězstvím se zároveň kvalifikoval na olympijské hry v Athénách. V den zahájení olympijských her však zemřel jeho otec a do turnaje se rozhodl nenastoupit. Koncem roku 2004 ukončil sportovní kariéru. Věnuje se trenérské práci.